# Dig It!
Dig It! è un album di Red Garland con John Coltrane, pubblicato dalla Prestige Records nel 1962. Il disco fu registrato negli studi di Rudy Van Gelder ad Hackensack, New Jersey (Stati Uniti) nelle date indicate.

## Tracce
Lato A
1. Billie's Bounce – 9:24 (Charlie Parker) – Registrato il 13 dicembre 1957
2. Crazy Rhythm – 3:26 (Irving Caesar, Joseph Meyer, Roger Wolfe Kahn) – Registrato il 7 febbraio 1958
3. CTA – 4:42 (Jimmy Heath) – Registrato il 22 marzo 1957

Lato B
1. Lazy Mae – 16:06 (Red Garland) – Registrato il 13 dicembre 1957

## Musicisti
- Red Garland - pianoforte
- John Coltrane - sassofono tenore (brani: A1, A3 & B1)
- Donald Byrd - tromba (Brani: A1 & B1)
- George Joyner - contrabbasso (brani: A1 & B1)
- Paul Chambers - contrabbasso (brani: A2 & A3)
- Art Taylor - batteria